# Neoromantism

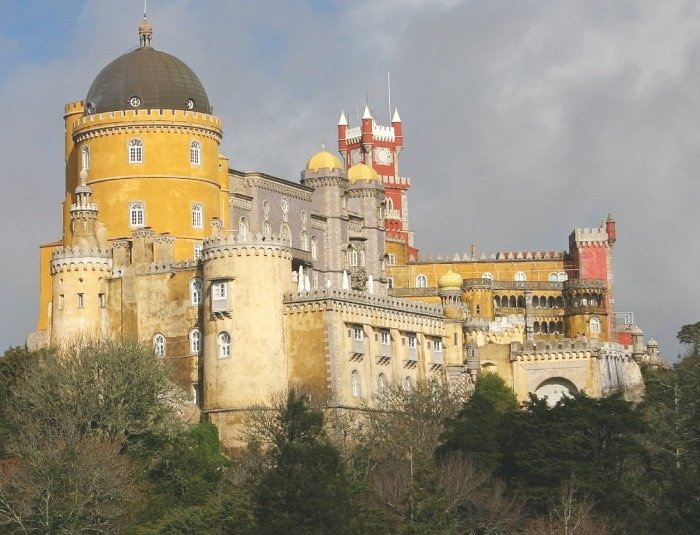
Castelul Palácio da Pena din Portugalia, monument de referință pentru stilul neoromantic în arhitectură

Neoromantism este un termen utilizat pentru definirea mai multor curente și mișcări din muzică, pictură, arhitectură și alte arte care abandonează sau resping mijloacele și procedeele modernismului de avangardă.
Termenul a fost introdus la sfârșitul secolului al XIX-lea, cu referire la compozitori ca Gustav Mahler și Carl Dahlhaus, ca sinonim la romantismul târziu.

## Marea Britanie

#### 1880 - 1910
- Gerard Manley Hopkins
- Lewis Carroll
- John Ruskin
- Edward Elgar
- Vaughan Williams
- Aesthetic movement
- Arts & Crafts Movement
- William Morris News from Nowhere
- Symbolism
- W.B. Yeats
- Rudyard Kipling Puck of Pook's Hill Rewards and Fairies
- A.E. Housman A Shropshire Lad
- Neo-gothic architecture
- Pictorialism

## Europa
- Symbolism (pan-european)
- Odysseus Elytis (Grecia)
- Bernard Faucon (Franța)
- Balthus (Franța/Elveția)
- Sigurdur Nordal (Islanda)
- Vicente Aleixandre (Spania)
- Anton Bruckner (Austria)
- Iris van Dongen (Olanda)
- Wandervogel (Germania)
- Arthur Schopenhauer

## Polonia
- Young Poland
- Stanislaw Przybyszewski

## Rusia
- Eugene Berman
- Pavel Tchelitchew

## SUA
- Walt Whitman
- Imagists
- Maxfield Parrish
- Allen Ginsberg
- The beat poets
- Minor White
- Joseph Cornell
- John Crowley
- Guy Davenport
- Justine Kurland
- Jeffrey Blondes
- Hakim Bey Temporary Autonomous Zone, Summer Land

## Neo-Romantism 1980 - 1990
- A Flock Of Seagulls
- ABC
- Adam And The Ants
- Après Demain
- Blancmange
- Classix Nouveaux
- Culture Club
- Duran Duran
- Eurythmics
- The Flowers Of Romance
- The Human League
- Japan
- Kajagoogoo
- Lime
- Modern English
- Naked Eyes
- Orchestral Manoeuvres In The Dark
- Organ
- Payolas
- Simple Minds
- Soft Cell
- Spandau Ballet
- Spoons
- Strange Advance
- Talk Talk
- Tears For Fears
- Ultravox
- Vennaskond
- Visage

## Bibliografia
- David Mellor. Paradise Lost: the neo-Romantic imagination in Britain, 1935 - 1955. (1987).
- Peter Woodcock. This Enchanted Isle - The Neo-Romantic Vision from William Blake to the New Visionaries (2000).
- Malcolm Yorke. The Spirit of Place - Nine Neo-Romantic Artists and Their Times (1989).
- Michael Bracewell. England Is Mine (1997).
- Peter Ackroyd. The Origins of the English Imagination (2002).
- P. Cannon-Brookes. The British Neo-Romantics (1983).
- Corbett, Holt and Russell (Ed's.) The Geographies of Englishness: Landscape and the National Past, 1880-1940 (2002).
- Graham Arnold. The Ruralists - A Celebration (2003).
- Christopher Martin. The Ruralists (An Art & Design Profile, No. 23) (1992).
- S. Sillars. British Romantic Art and The Second World War (1991).
- Trentmann F. Civilisation and its Discontents: English Neo-Romanticism and the Transformation of Anti-Modernism in Twentieth-Century Western Culture (1994, Birkbeck College).
- Edward Picot.  Outcasts from Eden - ideas of landscape in British poetry since 1945 (1997).
- Hoover, Kathleen and Cage, John. Virgil Thompson: His Life and Music (1959).
- Albright, Daniel. Modernism and Music: An Anthology of Sources (2004).